# Påskgodis

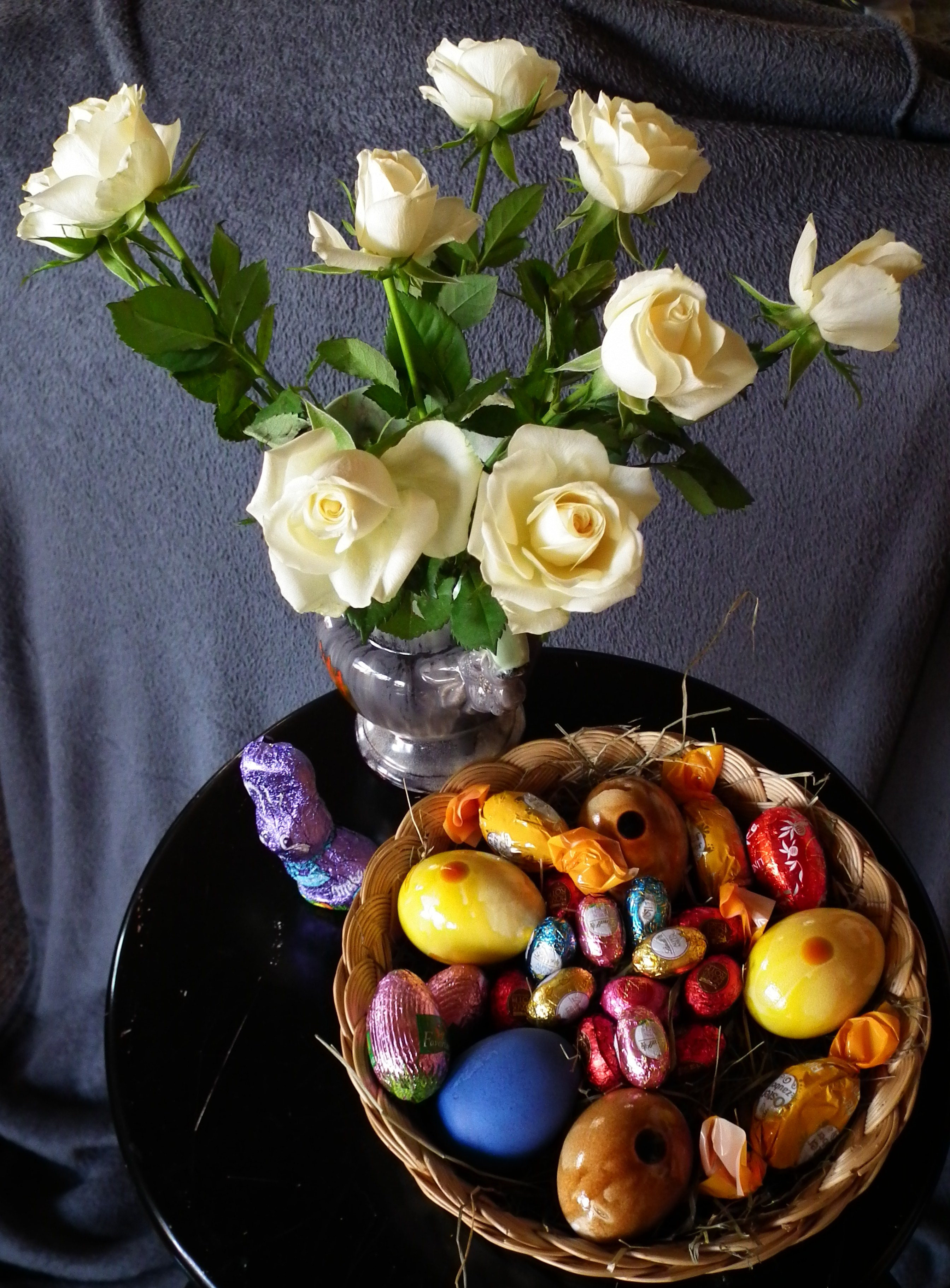
Påskgodis i Tyskland 2013, dragerade ägg och en chokladkanin.

Påskgodis avser det godis som traditionellt äts till påsk. Godiset presenteras ofta i påskägg av papp. Ofta avses också det godis, som barn får när de går påskkärring i grannskapet.
Bland de godissorter som allra mest brukar förknippas med påsken är dragerade skumägg, liksom ägg av choklad (ofta dragerade). Dessutom förekommer ofta marsipanfigurer formade som påskharar och påskkycklingar samt skumgodis i form av kycklingar och andra påskrelaterade figuer. Ofta är godisbitarna inslagna i stanniolpapper i klara färger, något som hör påsken till.
Vissa former av påskgodis har, bland annat till följd av marknadsföring från tillverkarna, kommit att säljas året om snarare än bara till påsk. Exempelvis finns i handeln året om chokladägg som säljs med små leksaker i.

## Bilder

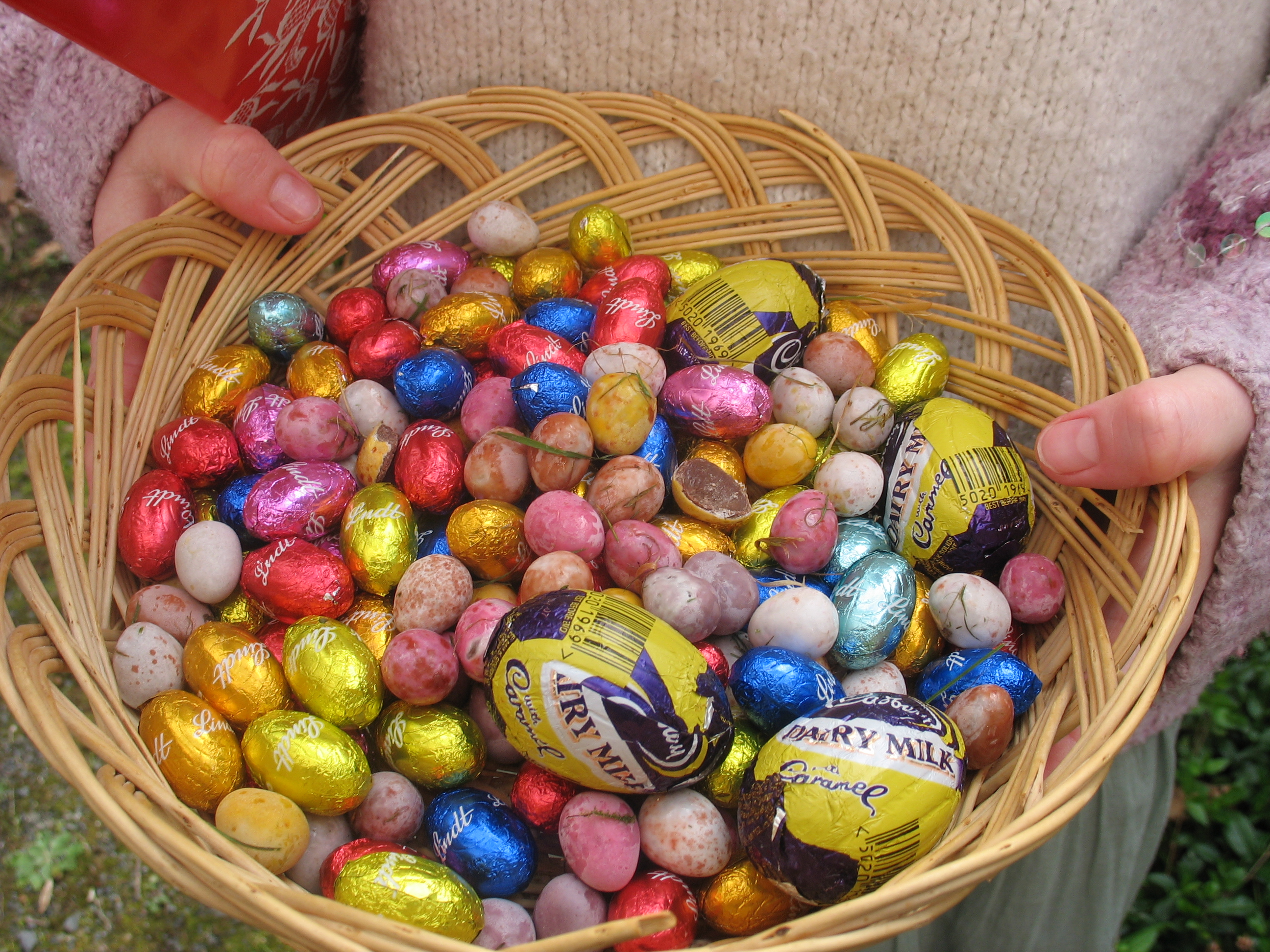
Exempel på godispåskägg som finns i många varianter.
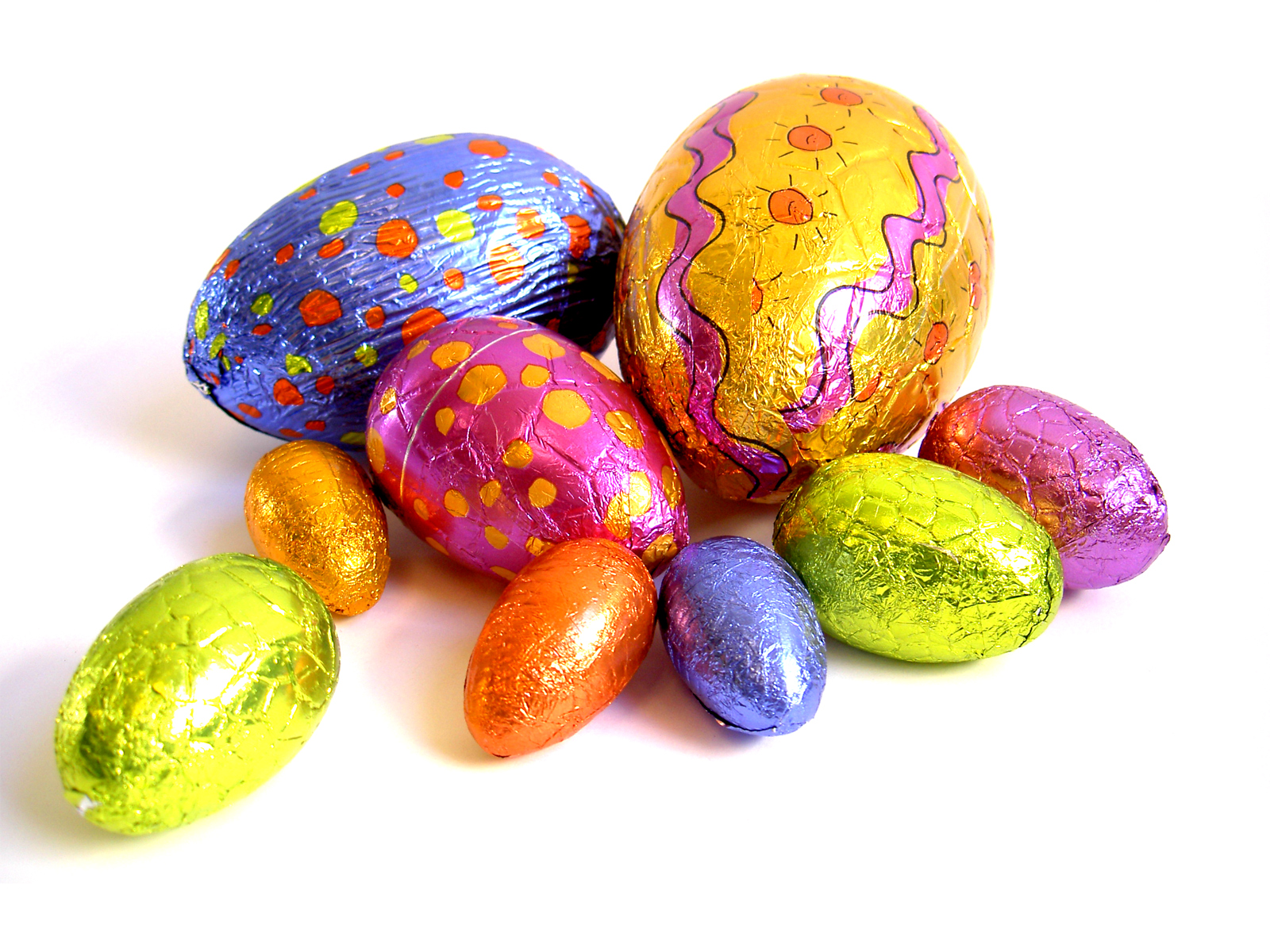
Godisägg är ofta inslagna i staniolpapper i klara färger.
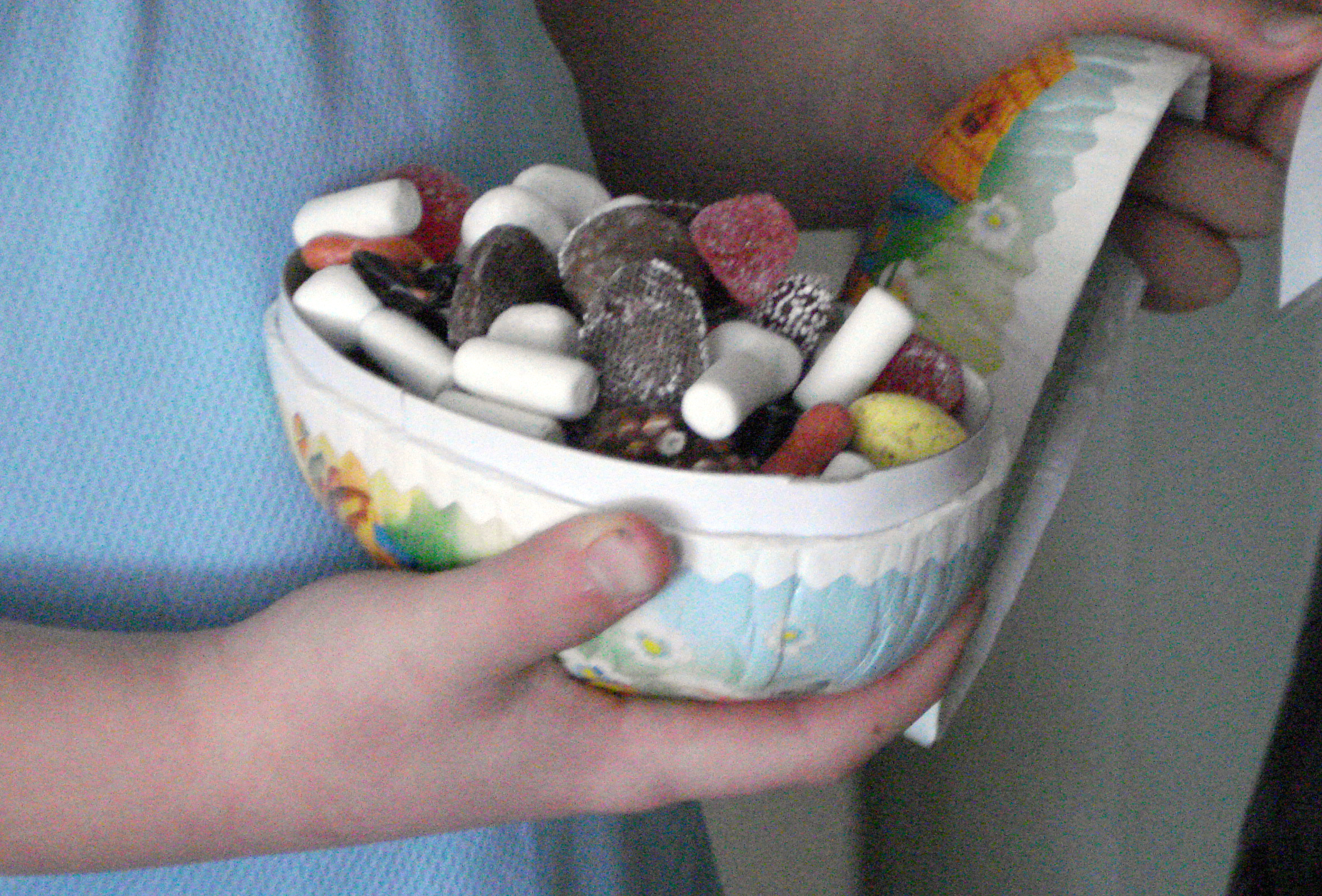
Ett påskägg fyllt med varierat godis.
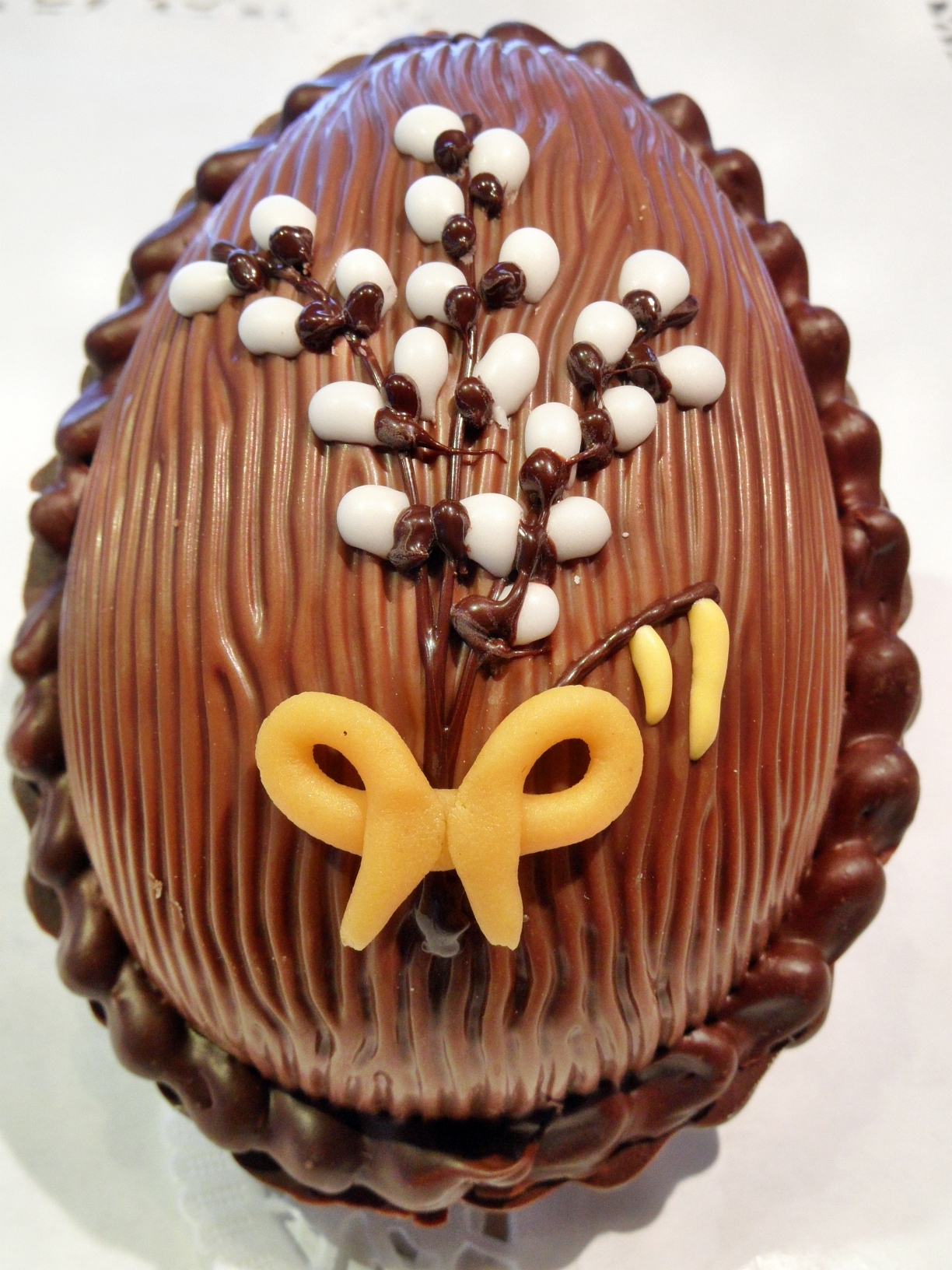
Chokladpåskägg.
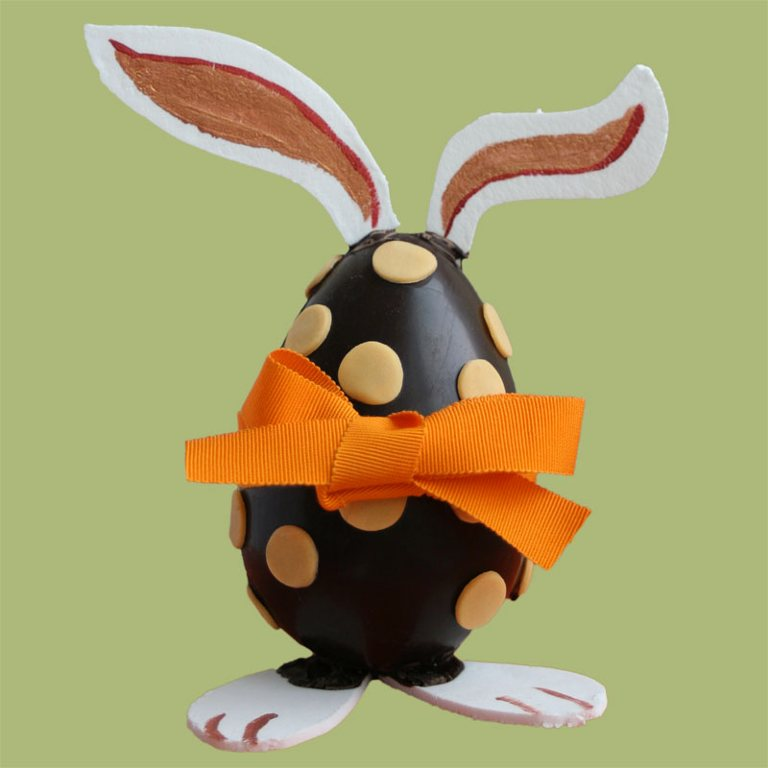
Ett chokladägg utsmyckat som en påskhare.
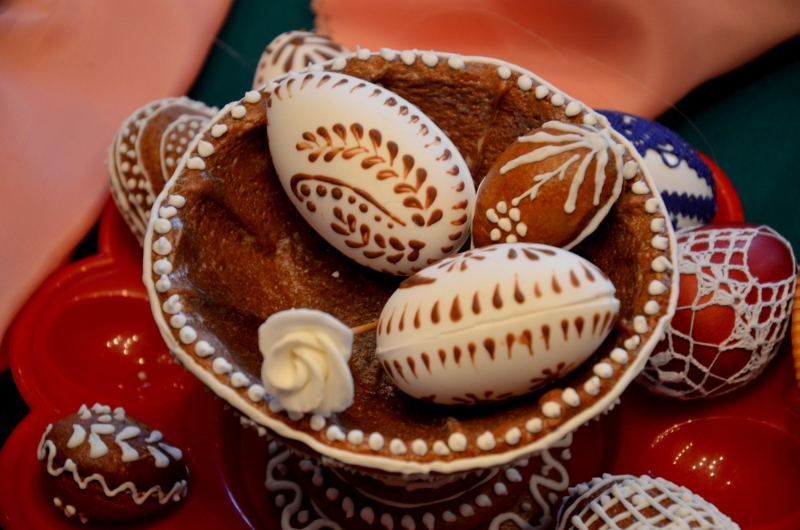
Påskägg av marsipan i en ätbar skål.
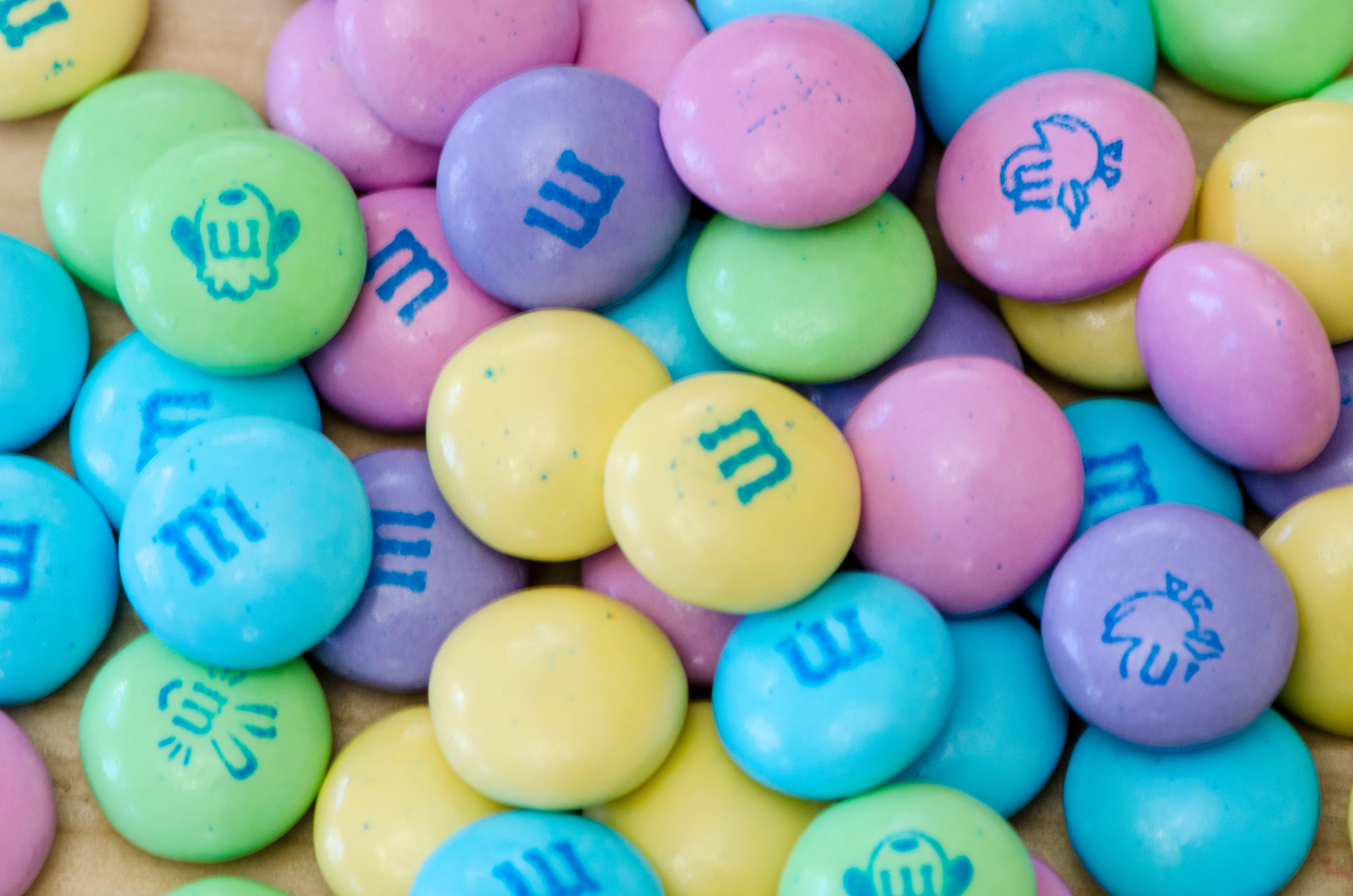
Dragérade chokladlinser i påskaktiga pastellfärger.
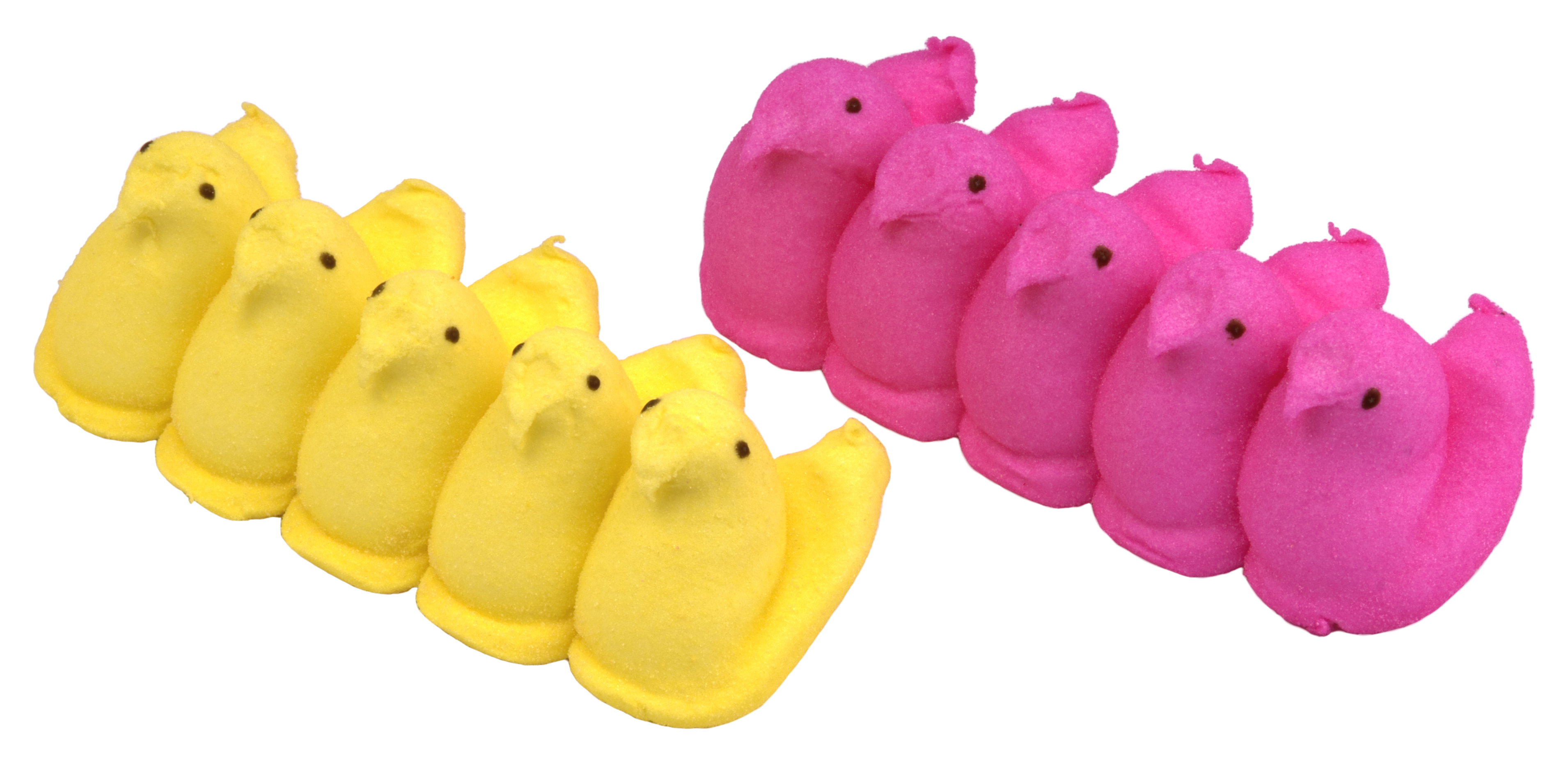
Påskanpassade marshmallows.